# Battaglia di Rinnthal
La battaglia di Rinnthal fu un'operazione militare compiuta dall'esercito prussiano presso la città tedesca di Rinnthal il 17 giugno 1849 per conquistare l'area ed in seguito avanzare sulla città di Landau.

## Antefatto
I movimenti della rivoluzione di marzo coi membri della Confederazione Germanica portarono all'elezione dell'Assemblea di Francoforte, il primo parlamento tedesco. Questo parlamento varò la Costituzione della chiesa di San Paolino il 28 marzo 1849 che istituiva la Confederazione come una monarchia ereditaria ma costituzionale. Re Federico Guglielmo IV di Prussia rifiutò la corona imperiale che gli era stata offerta proprio per le condizioni con le quali essa veniva presentata. Il 23 aprile il re di Baviera ed il suo governo rifiutarono di approvare la costituzione, fatto che spinse i politici di sinistra a vederlo come un colpo di stato.
Il 2 maggio, venne deciso di formare una commissione nazionale composta da dieci membri per la difesa della costituzione ed il 7 maggio 1849 il rappresentante del Palatinato, Bernhard Eisenstuck, legittimò questa commissione.
Il 3 maggio 1849, scoppiò la rivolta di maggio a Dresda, ma questa venne repressa già il 9 maggio dalle truppe sassoni e prussiane. L'11 maggio, la rivoluzione del Baden si aprì con l'ammutinamento delle truppe badensi in servizio presso la fortezza di Rastadt. Il Baden e l'Assia si stavano mobilitando già dal 9 maggio, mentre i corpi rivoluzionari si ammassavano a Wörrstadt a Pfeddersheim ed a Kirchheimbolanden.
L'11 giugno, come preavvisato, intervenne il I corpo d'armata prussiano sotto il comando del generale Moritz von Hirschfeld. L'avanguardia della I divisione, comandata dal maggiore generale von Hannecken, attraversò il confine del Palatinato senza trovare opposizioni presso Kreuznach ed avanzò a sud.

## Le unità coinvolte
In prima linea dell'esercito ribelle vi era la milizia del Palatinato con un battaglione al comando di Alexander Schimmelfennig, il quale si era ritirato da Hinterweidenthal a Rinnthal di fronte all'avanzata dell'esercito prussiano nella regione. Il 17 giugno, August Willich ed i suoi ribelli si portarono da Frankweiler per unirsi agli uomini di Schimmelpfenning a Rinnthal. Portò con sé anche dei volontari da Karlsruhe a comando di Dreher e di Friedrich Engels.
Il maggiore Mutius avanzò con la sua retroguardia prussiana della II divisione del I corpo d'armata.

## Il corso della battaglia
I rivoltosi avevano barricato la strada che conduceva da Wilgartswiesen a Rinnthal di modo da bloccare l'avanzata delle truppe prussiane in direzione di Landau in un punto stretto della valle. L'avanzata della guardia prussiana al comando del maggiore von Mutius si trovò così sotto fuoco nemico proveniente dalle alture a sinistra della strada con il battaglione di milizia al comando di Schimmelpfennig. I fucilieri presero il ponte di fronte a Rinnthal e quindi occuparono la collina di Buchholzer Berg, che non era stata particolarmente rinforzata. Ora che i prussiani potevano sparare da una posizione sopraelevata ai ribelli nella valle, questi ultimi si ritirarono verso Sarnstall. Qui, ad ogni modo, si diedero alla fuga in una ritirata disorganizzata. Il 18 luglio le truppe avevano ormai completato i loro movimenti, seguiti dall'armata dei ribelli del Palatinato, verso il ponte di Knielingen in direzione di Baden.